# NGC 3872
NGC 3872 is een elliptisch sterrenstelsel in het sterrenbeeld Leeuw. Het hemelobject werd op 8 april 1784 ontdekt door de Duits-Britse astronoom William Herschel.

## Synoniemen
- UGC 6738
- MCG 2-30-33
- ZWG 68.60
- PGC 36678